# Cièrp e Gaud
Cièrp e Gaud (francès Cierp-Gaud) és un municipi de Comenge, a Gascunya, del departament de l'Alta Garona, a la regió d'Occitània.